# Édition spéciale
Ne doit pas être confondu avec L'Édition spéciale.
Une édition spéciale est une interruption des programmes audiovisuels prévus pour faire une annonce importante.
La multiplication des éditions spéciales des chaînes de télévision en continu a parfois comme conséquence une surenchère aveugle et irrationnelle des journalistes qui, dans l'ignorance de ce que vont faire leurs concurrents et par peur d'être devancés dans la course à l'information, sont victimes du dilemme du prisonnier.